# Энсисо, Хулио Сесар (футболист, 1974)
Хулио Сесар Энсисо Феррейра (исп. Julio César Enciso Ferreira; род. 5 августа 1974, Капиата, департамент Сентраль) — парагвайский футболист, выступавший на позиции полузащитника. Один из лучших полузащитников Южной Америки 1990-х и начала 2000-х годов. Участник чемпионата мира 1998 года.

## Биография
В своём дебютном сезоне в «Серро Портеньо» Энсисо выиграл чемпионат Парагвая. В 1996 году «Серро Портеньо» продал игрока в бразильский «Интернасьонал». В составе клуба из штата Риу-Гранди-ду-Сул Хулио Сесар провёл 5 успешных сезонов, хотя больших титулов, за исключением победы в Лиге Гаушу 1997, не добился.
С 2001 по 2005 год выступал за асунсьонскую «Олимпию», в составе которой он выиграл Кубок Либертадорес 2002 года, а затем и Рекопу 2003. Завершил клубную карьеру в скромном клубе 12 Октября.
С 1995 по 2004 год Энсисо был одним из лидеров сборной Парагвая. В её составе он трижды принимал участие в Кубке Америки (1995, 1999, 2001), а также в чемпионате мира 1998 года, где парагвайцы дошли до 1/8 финала. В 2004 году Энсисо был включён в олимпийскую сборную в качестве одного из трёх игроков старше 23 лет. Парагвайская команда дошла до финала турнира, где уступила Аргентине.

## Титулы и достижения
- Чемпион Парагвая (1): 1994
- Лига Гаушу (1): 1997
- Кубок Либертадорес (1): 2002
- Рекопа Южной Америки: 2003
- Серебряный призёр Олимпийских игр (1): 2004